# Arrondissement de Cochem-Zell
 (mars 2025).
Si vous disposez d'ouvrages ou d'articles de référence ou si vous connaissez des sites web de qualité traitant du thème abordé ici, merci de compléter l'article en donnant les références utiles à sa vérifiabilité et en les liant à la section « Notes et références ».
L'arrondissement de Cochem-Zell est un arrondissement  (« Landkreis » en allemand) de Rhénanie-Palatinat  (Allemagne).
Son chef lieu est Cochem.
Au 31 décembre 2022, sa population est de 62 666 habitants.

## Villes, communes & communautés d'administration
(Nombre d'habitants au 30 juin 2005)

Communes/villes non fusionnées :
| - 1. Cochem, ville * (5 800) |

Verbandsgemeinden (communes fusionnées) avec leurs communes membres :
Siège de la Commune fusionnée *
| - 1. Commune fusionnée de Cochem-Land (Siège : Cochem) 1. Beilstein (149) 2. Bremm (861) 3. Briedern (316) 4. Bruttig-Fankel (1 195) 5. Dohr (684) 6. Ediger-Eller (1 075) 7. Ellenz-Poltersdorf (848) 8. Ernst (596) 9. Faid (1 163) 10. Greimersburg (724) 11. Klotten (1 385) 12. Mesenich (308) 13. Nehren (104) 14. Senheim (581) 15. Valwig (449) 16. Wirfus (197) - 2. Commune fusionnée de Kaisersesch 1. Brachtendorf (279) 2. Düngenheim (1 315) 3. Eppenberg (248) 4. Eulgem (217) 5. Gamlen (562) 6. Hambuch (682) 7. Hauroth (307) 8. Illerich (724) 9. Kaifenheim (825) 10. Kaisersesch, Ville * (2 973) 11. Kalenborn (218) 12. Landkern (940) 13. Laubach (684) 14. Leienkaul (348) 15. Masburg (1 090) 16. Müllenbach (696) 17. Urmersbach (462) 18. Zettingen (258) | - 3. Commune fusionnée de Treis-Karden 1. Binningen (700) 2. Brieden (130) 3. Brohl (367) 4. Dünfus (308) 5. Forst (393) 6. Kail (297) 7. Lahr (195) 8. Lieg (423) 9. Lütz (382) 10. Möntenich (149) 11. Mörsdorf (694) 12. Moselkern (645) 13. Müden (Mosel) (676) 14. Pommern (508) 15. Roes (544) 16. Treis-Karden * (2 313) 17. Zilshausen (326) - 4. Commune fusionnée de Ulmen 1. Alflen (846) 2. Auderath (637) 3. Bad Bertrich (945) 4. Beuren (478) 5. Büchel (1 157) 6. Filz (89) 7. Gevenich (649) 8. Gillenbeuren (222) 9. Kliding (214) 10. Lutzerath (2 230) 11. Schmitt (157) 12. Ulmen * (3 229) 13. Urschmitt (278) 14. Wagenhausen (60) 15. Weiler (325) 16. Wollmerath (213) | - 5. Commune fusionnée de Zell 1. Alf (943) 2. Altlay (519) 3. Altstrimmig (351) 4. Blankenrath (1 743) 5. Briedel (1 055) 6. Bullay (1 529) 7. Forst (52) 8. Grenderich (439) 9. Haserich (228) 10. Hesweiler (148) 11. Liesenich (326) 12. Mittelstrimmig (431) 13. Moritzheim (145) 14. Neef (499) 15. Panzweiler (256) 16. Peterswald-Löffelscheid (795) 17. Pünderich (923) 18. Reidenhausen (192) 19. Sankt Aldegund (672) 20. Schauren (402) 21. Sosberg (182) 22. Tellig (295) 23. Walhausen (212) 24. Zell (Mosel), Ville * (4 301) |
| | | |

## Géographie
L'arrondissement de Cochem-Zell a une densité de population très faible. Il se situe au cœur du pays de la Moselle, entre les massifs de l'Eifel au nord et du Hunsrück au sud. La surface de l'arrondissement est recouverte à près de 50 % par des forêts. On y trouve un des plus longs tunnels ferroviaires d'Allemagne, la seule station thermale d'Allemagne axée sur le sulfate de sodium, à Bad Bertrich, ainsi que le vignoble le plus raide d'Europe, près de la commune de Bremm.

## Histoire
La configuration actuelle de l'arrondissement de Cochem-Zell date de 1816, lorsque les deux arrondissements de Cochem et de Zell furent créés par l'administration prussienne dont dépendait alors la région depuis 1815. Lors de la réforme des arrondissements du 7 juin 1969, l'arrondissement de Cochem fut unifié avec la plus grande partie de l'arrondissement de Zell pour créer l'arrondissement actuel.